# Automatic for the People
Albums de R.E.M.
Out of Time
(1991) Monster
(1994)
Automatic for the People est le huitième album du groupe de rock américain R.E.M., et leur troisième pour le label Warner Bros., sorti en 1992. Cet album fut un succès critique et commercial aux États-Unis mais aussi dans le reste du monde.

## Détails
Automatic for the People continue à explorer les sons folk/country rock et pop que l'on trouvait sur Green et Out of Time mais avec moins d'éléments pop et une tonalité générale plus sombre. Bono de U2 a qualifié cet album de « plus grand disque de country jamais fait ».
Le titre de l'album fait référence à la devise d'un restaurant d'Athens, Weaver D's Delicious Fine Foods. La photo qui illustre la pochette n'a pas de lien avec ce restaurant : elle montre une enseigne d'un motel à Miami, où une partie de l'album fut enregistré. L'autre lieu d'enregistrement étant La Nouvelle-Orléans.
Succédant à Out of Time, l'album qui fit découvrir le groupe au grand public l'année précédente, Automatic for the People se classe directement n°2 dans les classements des ventes aux États-Unis, se vend à plus de quatre millions de copies et reste plusieurs semaines classé n°1 des ventes au Royaume-Uni. Malgré le succès de ce nouvel opus, R.E.M. refuse de tourner pour promouvoir l'album, comme il l'avait fait pour l'album précédent.
Six singles ont été extraits de cet album, un record pour un album de R.E.M. De nombreuses chansons d’Automatic for the People sont très populaires : Drive, The Sidewinder Sleeps Tonite, Everybody Hurts, Nightswimming, Find the River, et l'hommage à Andy Kaufman Man on the Moon, qui devint le titre du film biographique Man on the Moon sorti en 1999 avec Jim Carrey. Drive, le titre qui ouvre cet album et le premier single, n'a pas été retenu pour figurer dans la compilation In Time: The Best of R.E.M. 1988-2003, de même que le dernier single (et dernier titre de l'album) Find the River. Néanmoins, les quatre autres singles ont été inclus, en faisant l'album le plus représenté sur cette compilation.
John Paul Jones, ancien bassiste du groupe de rock anglais Led Zeppelin, a composé les arrangements de cordes pour Drive, The Sidewinder Sleeps Tonite, Everybody Hurts et Nightswimming.
Il a été révélé que Kurt Cobain écoutait beaucoup Automatic for the People peu avant sa mort le 5 avril 1994. La chanson "Everybody Hurts" avait en fait été écrite par Michael Stipe (la musique est de Bill Berry) comme une réaction à une vague de suicides parmi les jeunes à l'époque. Stipe, un ami proche de Cobain, a plus tard écrit la chanson Let Me In qui figure sur Monster et qui évoque la mort de Cobain. 
Certains ont laissé entendre qu'avant sa mort, Cobain envisageait de développer sa propre musique dans une direction plus acoustique, sous l'influence d'Automatic for the People et de ses contacts avec Stipe. L'album de Nirvana unplugged de 1993 réalisé plus tard en cd est cité comme une confirmation de cette hypothèse.

## Réédition
En 2005, Warner Brothers Records sort une version double-cd de Automatic for the People qui inclut un CD, un DVD-Audio contenant un mixage en 5.1 réalisé par Elliot Scheiner, et le livret original augmenté de notes complémentaires. La version cd n'est pas une version remasterisée.

## Succès critique
Très acoustique et caractérisé par des paroles sombres (la plupart évoquant la mort et ce qui s'y rattache), Automatic for the People est généralement considéré comme étant l'un des meilleurs albums de R.E.M. et l'un des meilleurs disques des années 1990. Le site Acclaimedmusic.net le classe 44e meilleur album de tous les temps et quatrième album des années 1990. Il a été nommé dans la catégorie des "albums de l'année" aux Grammy Awards de 1993.
En 1997 Automatic for the People a été classé 18e « album de tous les temps » dans un sondage 'Music of the Millennium' réalisé par HMV, Channel 4, The Guardian et Classic FM. En 2006, Les lecteurs du magazine anglais Q le place n°7. Modèle:RS500

## Titres
Toutes les chansons sont de Bill Berry, Peter Buck, Mike Mills et Michael Stipe.
| No  | Titre                          | Durée |
| --- | ------------------------------ | ----- |
| 1.  | Drive                          | 4:31  |
| 2.  | Try Not to Breathe             | 3:50  |
| 3.  | The Sidewinder Sleeps Tonite   | 4:06  |
| 4.  | Everybody Hurts                | 5:17  |
| 5.  | New Orleans Instrumental No. 1 | 2:13  |
| 6.  | Sweetness Follows              | 4:19  |
| 7.  | Monty Got a Raw Deal           | 3:17  |
| 8.  | Ignoreland                     | 4:24  |
| 9.  | Star Me Kitten                 | 3:15  |
| 10. | Man on the Moon                | 5:13  |
| 11. | Nightswimming                  | 4:16  |
| 12. | Find the River                 | 3:50  |

## B-sides
Comme pour beaucoup d'albums de R.E.M. Automatic For the People avait quelques chutes de studio ou live qui n'ont pas été utilisées sur l'album et sont sortis en face B de singles. Les titres studio sont essentiellement des instrumentaux ou des reprises. La chute de Out of Time It's a Free World, Baby, fait sa première apparition sur le single Drive. Fretless, une autre chute de Out of Time, figure aussi sur un autre single tiré d'Automatic. Dark Globe date des sessions de Green. La version instrumentale de Orange Crush (titre qui figure sur Green) est sortie en face B de Everybody Hurts.
- Winged Mammal Theme (composé comme un thème musical pour Batman, mais finalement rejeté par les responsables du film) – 2:55
- It's a Free World Baby – 5:11
- First We Take Manhattan (reprise de Leonard Cohen) – 6:06
- New Orleans Instrumental #2 (compagnon du New Orleans Instrumental qui figure sur l'album) – 3:48
- Fruity Organ (instrumental) – 3:26
- Arms of Love (reprise de Robyn Hitchcock) – 3:35
- The Lion Sleeps Tonight (Linda, Creatore, Peretti, Weiss) – 2:41
- Organ Song (instrumental) – 3:25
- Mandolin Strum (instrumental) – 3:26
- Chance (Dub) – 2:36
- Dark Globe (reprise de Syd Barrett) – 1:51

Il existe également des versions différentes de deux titres de l'album :
- New Orleans Instrumental No. 1 (version longue) – 3:29
- Star Me Kitten (demo) – 3:05
- Star Me Kitten (chanté par William S. Burroughs)

## Personnel
- Bill Berry – batterie, claviers, basse, chant
- Peter Buck – guitare, mandoline, basse
- Mike Mills – basse, claviers, chant
- Michael Stipe – chant

### Personnel additionnel
- Scott Litt – harmonica, clarinette basse
- John Paul Jones – orchestrations
- George Hanson – chef d'orchestre sur 1, 3, 4, 11
- Knox Chandler – violoncelle sur 1, 3, 4, 11
- Kathleen Kee – violoncelle sur 1, 3, 4, 11
- Daniel Laufer – violoncelle on 1, 3, 4, 11
- Elizabeth Murphy – violoncelle sur 1, 3, 4, 11
- Denise Berginson-Smith – violon sur 1, 3, 4, 11
- Lonnie Ditzen – violon sur 1, 3, 4, 11
- Patti Gouvas – violon sur 1, 3, 4, 11
- Sandy Salzinger – violon sur 1, 3, 4, 11
- Sou-Chun Su – violon sur 1, 3, 4, 11
- Judy Taylor – violon sur 1, 3, 4, 11
- Paul Murphy – violon alto (soliste) sur 1, 3, 4, 11
- Reid Harris – violon alto sur 1, 3, 4, 11
- Heidi Nitchie – violon alto sur 1, 3, 4, 11
- Deborah Workman – hautbois sur 1, 3, 4, 11

## Classements
Album
| Année | Classement        | Position         |
| ----- | ----------------- | ---------------- |
| 1992  | The Billboard 200 | 2 (75 semaines)  |
| 1992  | UK album chart    | 1 (179 semaines) |

Singles
| Année | Chanson                      | Classement                       | Position |
| ----- | ---------------------------- | -------------------------------- | -------- |
| 1992  | Drive                        | Billboard Modern Rock Tracks     | 1        |
| 1992  | Drive                        | Billboard Mainstream Rock Tracks | 2        |
| 1992  | Drive                        | Billboard Top 40 Mainstream      | 23       |
| 1992  | Drive                        | Billboard Hot 100                | 28       |
| 1992  | Drive                        | UK Singles Charts                | 11       |
| 1992  | Ignoreland                   | Billboard Modern Rock Tracks     | 5        |
| 1992  | Ignoreland                   | Billboard Mainstream Rock Tracks | 4        |
| 1992  | The Sidewinder Sleeps Tonite | Billboard Modern Rock Tracks     | 24       |
| 1992  | The Sidewinder Sleeps Tonite | Billboard Mainstream Rock Tracks | 28       |
| 1992  | The Sidewinder Sleeps Tonite | UK Singles Charts                | 17       |
| 1993  | Everybody Hurts              | Billboard Modern Rock Tracks     | 21       |
| 1993  | Everybody Hurts              | Billboard Top 40 Mainstream      | 13       |
| 1993  | Everybody Hurts              | Billboard Hot 100                | 29       |
| 1993  | Everybody Hurts              | UK Singles Charts                | 6        |
| 1993  | Man on the Moon              | Billboard Modern Rock Tracks     | 2        |
| 1993  | Man on the Moon              | Billboard Mainstream Rock Tracks | 4        |
| 1993  | Man on the Moon              | Billboard Top 40 Mainstream      | 9        |
| 1993  | Man on the Moon              | Billboard Hot 100                | 30       |

## Certifications
| Organisation | Niveau         | Date             |
| ------------ | -------------- | ---------------- |
| RIAA – U.S.  | Or             | 17 décembre 1992 |
| RIAA – U.S.  | Platine        | 17 décembre 1992 |
| RIAA – U.S.  | Double Platine | 17 décembre 1992 |
| RIAA – U.S.  | Triple Platine | 16 novembre 1993 |
| RIAA – U.S.  | 4X Platine     | 9 février 1995   |
| BPI – U.K.   | 6 x Platine    | 1er mars 1995    |